# Rodinný strom

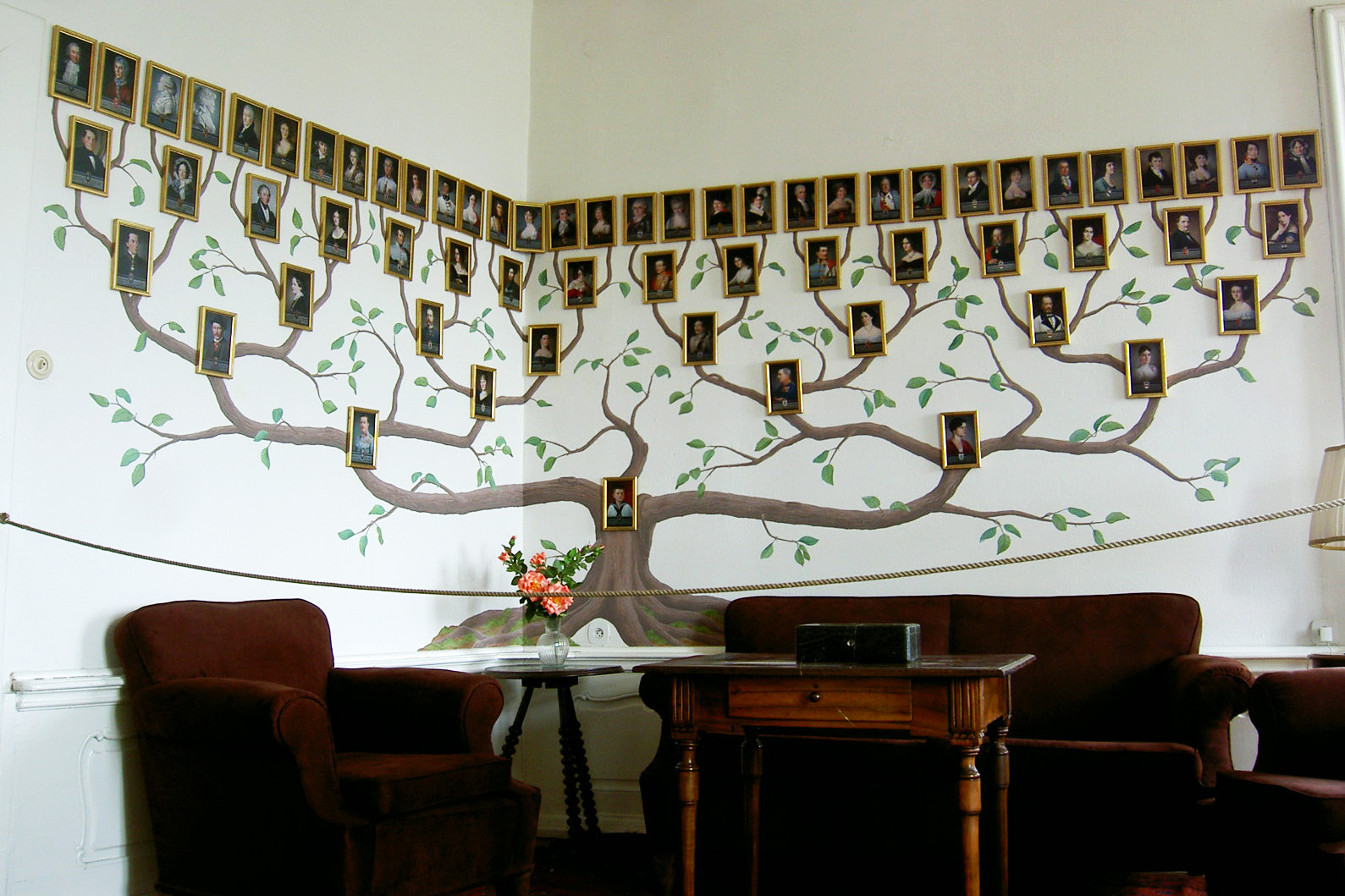
Rodinný strom na Českém Šternberku

Rodinný strom je grafické zobrazení rodokmenu, vývodu či rozrodu, a to buď v tištěné, malované nebo elektronické podobě. Nejčastěji je zobrazován vývod, který je z uvedených typů genealogických výstupů nejobvyklejší. 
S rozvojem využívání moderních technologií při zpracování genealogických výstupů vznikla řada počítačových programů, které umožňují vytištění jednoduchého i komplikovanějšího rodinného stromu. Stále ale při vyhotovení rodinného stromu převažuje kresba nebo malba na papír či plátno nebo tisk do připravených šablon.

## Historie
Rodinné stromy se objevují v souvislosti s rozvojem šlechtických rodů, které pociťovaly potřebu zaznamenávat své předky. Důvody byly tři:  
1. Potřeba prokázat urozenost a prestiž - Šlechtici se snažili prokázat, že jejich rod je velmi prastarý a jejich předci jsou mimořádné osobnosti. Tato snaha vedla až do takových extrémů, kdy si Karel IV. nechal vymalovat na Karlštejně rodokmen[1], ve kterém tvrdil, že jeho předci jsou biblický Noe, Saturnus, Jupiter nebo trojští nebo franczští králové, včetně Karla Velikého.
2. Potřeba vyhnout se příbuzenským sňatkům - Protože katolická církev zakazovala sňatky mezi příbuznými "do sedmého kolena" a zároveň se vládci a šlechta brali hodně mezi sebou, museli vědět, kdo je vlastně jejich příbuzný a kdo ne.
3. Reprezentačně-designová záležitost - Výjimkou nejsou bohatě zdobené stromy buď v podobě obrazů nebo fresek na zdech hradů a zámků. V České republice patří mezi jeden z nejznámějších šlechtických rodinných stromů vývod ze 32 předků pro Jiřího ze Šternberka na hradě Český Šternberk. "Rodinný" strom Karla IV. na Karlštejně se nezachoval, existují ale jeho reprodukce[2].

S úpadkem šlechtických rodů došlo i k omezení vytváření nových rodinných stromů. V současnosti se ale z vlastnictví rodinného stromu stává nový trend, jak ukazují zprávy o nejrůznějších osobnostech uměleckého nebo politického života, který si nechaly vlastní rodinný strom vyhotovit.

## Zobrazení
Původně se rodokmen zobrazuje v koruně dubu, kde se zakladatel rodu klade do kořenů nebo na kmen stromu. Z toho vychází i úsloví "zpět ke kořenům". V novějších variantách, a to hlavně u vývodu, se objevuje zobrazení opačné, kdy jsou předci v koruně stromu a výchozí osoba v jeho kořenech.